# پاتریک رینگنبرگ
پاتریک رینگنبرگ (به انگلیسی: Patrick Ringgenberg) پژوهشگر سوئیسی و استاد دانشگاه لوزان است. او برای نگارش کتاب جهان نماد در هنر اسلامی برگزیدهٔ جشنوارهٔ بین‌المللی فارابی شد.